# Kapitányság (železniční zastávka)
Kapitányság je železniční zastávka v maďarské obci Balástya, která se nachází v župě Csongrád-Csanád. Zastávka byla otevřena v roce 1854, kdy byla zprovozněna trať mezi Kiskunfélegyházou a Temešvárem přes Segedín.

## Provozní informace
Zastávka má 1 nástupní hranu. V zastávce není možnost zakoupení si jízdenky a je elektrifikovaná střídavým proudem 25 kV, 50 Hz. Provozuje ji společnost MÁV.

## Doprava
Zastavuje zde několik osobních vlaků do Kiskunfélegyházy a Segedína.

## Tratě
Zastávkou prochází tato trať:
- Cegléd–Kiskunfélegyháza–Segedín (MÁV 140)